# Orodel, Argeș
Orodel este un sat în comuna Recea din județul Argeș, Muntenia, România.